# 坎波 (科罗拉多州)
坎波（英語：Campo），是美国科罗拉多州巴卡县下属的一座城市。建市于1950年3月6日，面积大约为0.144平方英里（0.374平方公里）。根据2010年美国人口普查，该市有人口109人。2011年估计该市有人口109人，相比2010年人口增长率为0.00%。同时，论人口该市是科罗拉多州第254大城市。